# 백자청화 모란문 대발
백자청화 모란문 대발(白磁 靑畵 牡丹文 大鉢)은 경기도 광주시 곤지암읍, 경기도자박물관에 있는 조선시대의 백자이다. 2019년 8월 23일 경기도의 문화재자료 제191호로 지정되었다.

## 지정 사유
19세기 광주 분원리 관요에서 제작되어 왕실의 품위와 위엄을 상징하는 기명으로 사용주체와 제작지를 추정할 수 있는 유물이다.
대형 발의 관요출토품이 일상기명에 비해 제작 빈도와 진상되는 수량이 적다는 점, 특히 모란절지를 그린 대발은 현존하는 예가 드물다는 점에서 자료적 가치가 크다.

## 참고 문헌
- 백자청화 모란문 대발 - 국가유산청 국가유산포털